# Dacus umehi
Dacus umehi är en tvåvingeart som beskrevs av White 2006. Dacus umehi ingår i släktet Dacus och familjen borrflugor.
Artens utbredningsområde är Nigeria. Inga underarter finns listade i Catalogue of Life.